# Cerro del Topo Chico
El Cerro del Topo Chico es una montaña y un área natural protegida estatal localizada en los municipios de Escobedo, San Nicolás y Monterrey en el estado de Nuevo León, México. La cima está a 1,178 metros sobre el nivel del mar, con una prominencia de 618 metros. La cresta tiene aproximadamente 7.5 km y de largo con una orientación de noroeste a sureste. El cerro está representado en los escudos de los municipios de Escobedo y San Nicolás, y se encuentra completamente rodeado por la Zona metropolitana de Monterrey.

## Toponimia
En 1642, Don Martín de Zavala, gobernador del Nuevo Reino de León, expidió merced primitiva de tierras a Bernabé González, tierras que se llegaron a conocer como el “Topo de los González” o “Topo Chico”, en contraste con el “El Topo de los Ayalas”, o “El Topo Grande”. “Topo” es un prefijo de origen griego que significa “lugar” o “terreno”, como en las palabras “topografía” o “toponimia”.

## Características

### Hidrología
La hidrología superficial es escasa, hay algunos ojos de agua y cascadas que escurren cuando hay lluvias fuertes. La urbanización ha modificado significativamente la dinámica fluvial. Se tiene contemplado construir 15 represas en Escobedo para contener las corrientes.
En la ladera Oeste, las aguas de la parte Sur escurren al arroyo “El Tajo”; hoy canalizado en su totalidad, aguas abajo se junta con el arroyo “El Águila” formando el arroyo “Topo Chico” y después se reúne con el río Pesquería, mientras que las del lado Norte escurren hacia el “Canal de Aztlán”; construido sobre lo que era el Arroyo San Martín, y poco más de 1 km adelante se reúne también con el río Pesquería.
La hidrología subterránea alimenta varios manantiales, en lo que hoy es la colonia San Martín; en Escobedo, había un manantial de aguas termales.
En la ladera Este los cauces han sido entubados prácticamente en su totalidad y el ojo de agua en la colonia Jardines del Canadá es el único que se conserva.

### Climatología
La temperatura media anual es 25 °C, el mes más caluroso es junio, con temperatura promedio de 33 °C, y el más frío es enero con 15 °C. La precipitación media anual es de 860 milímetros, el mes más húmedo es septiembre, con un promedio de 289 mm de precipitación, y el más seco es enero con 21 mm de precipitación.

### Geología
INEGI ubica fisiográficamente al ANP en la provincia fisiográfica “Sierra Madre Oriental”, subprovincia “Sierras y Llanuras Coahuilenses”, con topoformas de Sierras y Valles.
La Sierra Madre Oriental está constituida en gran parte por sedimentos del Mesozoico, depósitos que evolucionaron sobre un basamento del Precámbrico. La Subprovincia Sierras y Llanuras Coahuilenses está constituida por sierras de caliza plegadas, la mayoría orientadas de noroeste a sureste. Entre estas sierras se extienden amplias bajadas y llanuras de origen aluvial; dominan las calizas, encontrándose también lutitas y yeso.
En el área abundan las rocas sedimentarias, faltan totalmente las ígneas y sólo en una mínima parte se encuentran las metamórficas compuestas por filones de corta extensión de mármoles con bajo grado de metamorfismo. Las rocas más antiguas que afloran en el área pertenecen a materiales de sedimentos marinos del Jurásico superiores y del Cretácico, sobre los cuales fueron depositados sedimentos continentales del Terciario y Cuaternario.

## Flora y fauna
El tipo de vegetación que se encuentra en el área es Matorral Submontano con algunas zonas rocosas en las que se encuentran Crasas y Agaváceas; esta diversidad florística atrae a mariposas y otros polinizadores.  A la fecha se han registrado más de 1500 especies de flora y fauna a través del proyecto Cerro Topo Chico de iNaturalistMX. Entre estas especies algunas están en riesgo como la Cascabel de Diamantes, el Gecko de Bandas del Desierto, la Tortuga del Desierto de Tamaulipas, la Mariposa Monarca, la Biznaga Partida de Laredo y Huevos de Víbora.

### Flora
- Anacahuita Cordia boissieri
- Chaparro prieto Vachellia rigidula
- Lechuguilla Agave lechuguilla
- Sotol Dasylirion texanum
- Ocotillo Fouquieria splendens
- Biznaga partida de Laredo Coryphantha nicklesiae
- Huevos de víbora Cochlospermum wrightii

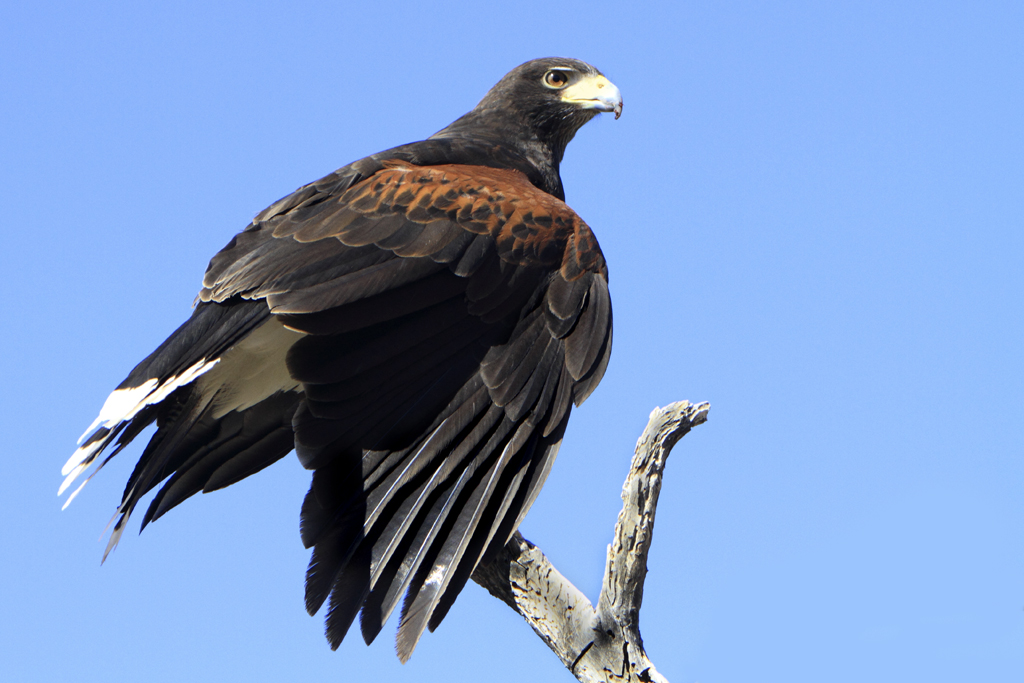
La Aguililla rojinegra es una de las aves presentes en el Cerro del Topo Chico

- Retama Parkinsonia aculeata
- Huizache Vachellia farnesiana

### Fauna
- Gato montés Lynx rufus
- Armadillo Dasypus novemcinctus
- Aguililla rojinegra Parabuteo unicinctus
- Cascabel de Diamantes Crotalus atrox
- Gecko de bandas del desierto Coleonyx brevis
- Mariposa monarca Danaus plexippus
- Tortuga del desierto Gopherus berlandieri
- Cacomixtle Norteño Bassariscus astutus
- Coralillo Micrurus tener[10]

## Historia

### Minería
Al igual que en el Cerro de las Mitras, durante la mayor parte del siglo XX se extrajo caliza del cerro del Topo Chico; conforme la urbanización avanzó, surgió la necesidad de detener la operación de las pedreras y a partir de 1982 las pedreras han dejado de operar en este cerro y las empresas han trasladado sus operaciones a otros sitios, principalmente la Sierra del Fraile.
Durante décadas se extrajo mármol, como el usado en la construcción del Hotel Mármol. También hubo minas de fosforita.

### Manantial de aguas termales
El manantial de aguas termales al pie del Cerro del Topo Chico es conocido al menos desde el siglo XVIII. En 1843 comenzó la construcción del Hotel Mármol para atender a los visitantes. Durante la Invasión estadounidense, a partir de la Batalla de Monterrey; en septiembre de 1846, militares estadounidenses visitaban; entre otros sitios, el ojo de agua por sus propiedades curativas. Años después durante el porfiriato se construye un ferrocarril entre el ojo de agua y el centro de Monterrey. En 1893 comienza a comercializarse el Agua Mineral Topo Chico. Esta época es el origen de varios mitos y exageraciones sobre el manantial, provocadas con el afán de atraer turistas y vender bebidas, entre estos mitos está el presunto origen volcánico y cuentos supuestamente prehispánicos. Actualmente en el lugar se encuentra el Museo Topo Chico, que no está abierto al público. El Hotel Mármol cerró por la revolución mexicana y después fue usado como oficinas de la embotelladora Topo Chico.

### Declaratoria como ANP
El 24 de noviembre del 2000, el entonces Gobernador Fernando de Jesús Canales Clariond público en el diario oficial del estado la declaratoria de veintitrés áreas naturales protegidas (ANPs), con el objetivo de preservar y restaurar la calidad del medio ambiente en el estado de Nuevo León. Una de las ANPs declaradas fue el Cerro el Topo. Según el texto de la declaración:

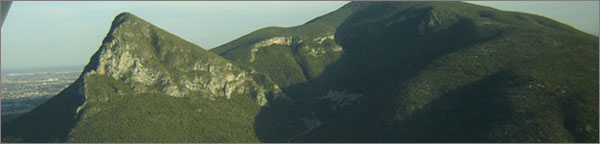
Cerro del Topo Chico desde el norte

21. CERRO EL TOPO (1,093.30 Ha)

Provincia Grandes Llanuras de Norteamérica, Llanuras y Lomeríos. Altitud: 600 - 1,170 msnm. Clima seco muy cálido y cálido, con precipitación media anual de 400 - 500 mm. La vegetación dominante es matorral submontano que requiere protección por presentar alto grado de perturbación. Se presenta anacahuita Cordia boissieri, chaparro prieto Acacia rigidula. En el extremo sureste existe una pequeña región de matorral desértico rosetófilo, con lechuguilla Agave lechuguilla, sotol Dasylirium texanum. Fauna: gato montés Lynx rufus, armadillo Dasypus novemcinctus, aguililla rojinegra Parabuteo unicinctus y tortuga del desierto Xerobates berlandieri.

## Deportes de Montaña

### Montañismo

#### Topo Chico
Altitud 1,178 m s. n. m., desnivel 650 m. Esta es la cima de la montaña. YDS clase 2.

#### Cola del Topo
Altitud 1,000 m s. n. m. (25°47′56″N 100°21′43″O / 25.798801, -100.3619727) YDS clase 2.

### Ciclismo de Montaña
En las faldas de la ladera noreste del cerro en Escobedo, se encuentran varias rutas que son frecuentadas por ciclistas locales.

## Actividades económicas
La planta Topo Chico de Arca Continental, embotelladora de Coca-Cola, continúa operando actualmente.
En el lado sureste del Cerro se encuentran las instalaciones de Zinc Nacional, junto a las cuales se observa un banco de escoria.
Aún hay ganadería en la parte norte del cerro.

## Galería

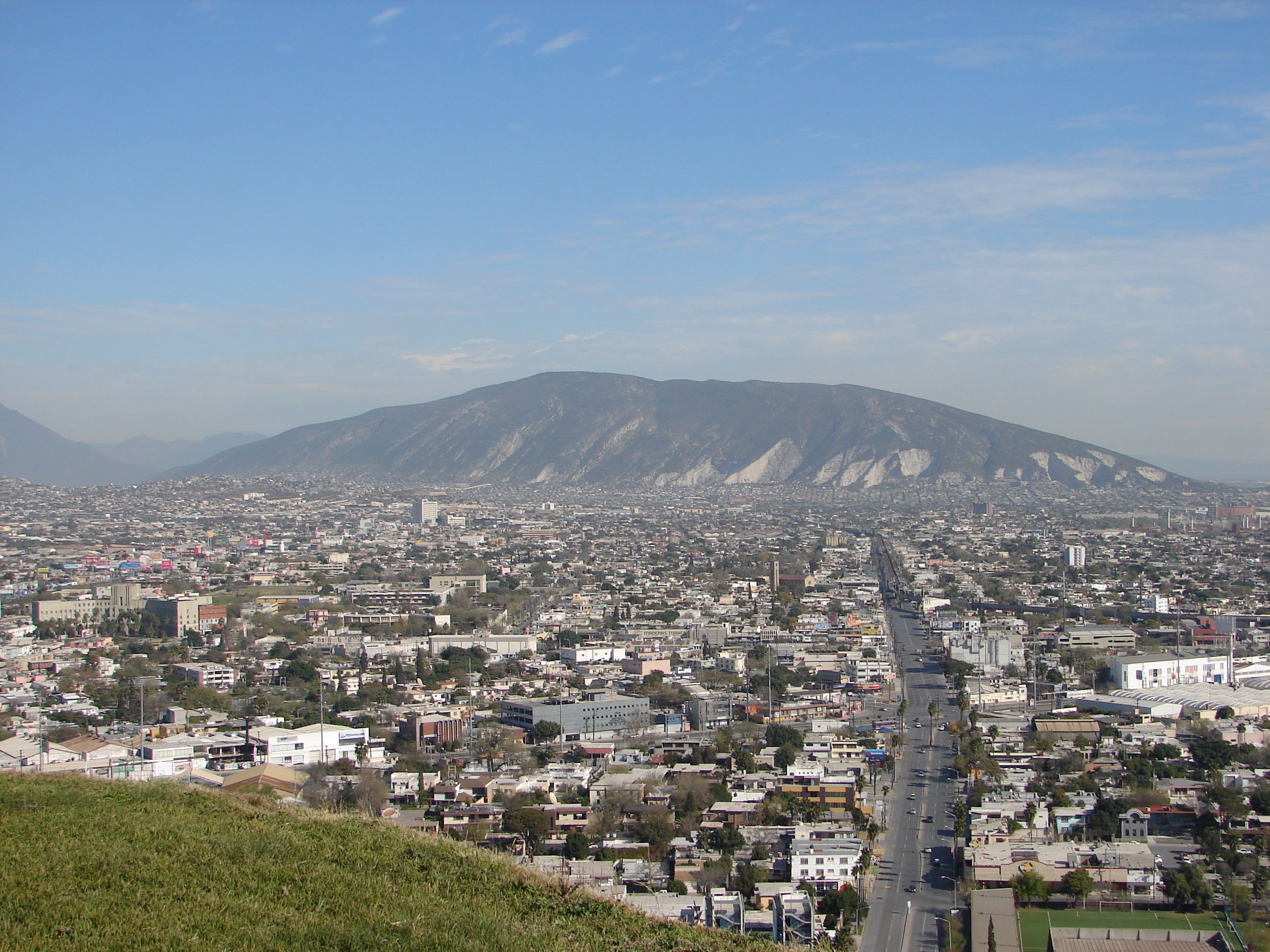
El Cerro del Topo Chico visto desde el Cerro del Obispado
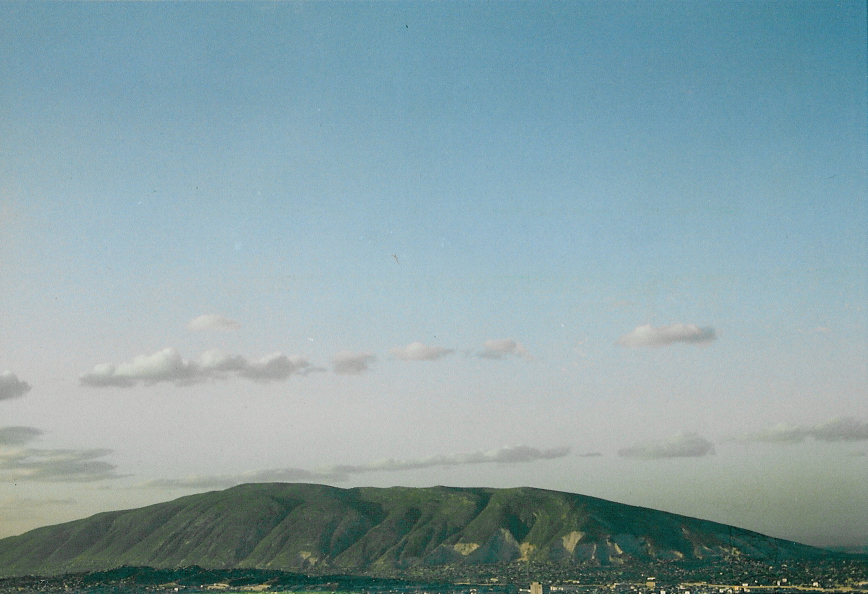
Cerro del Topo Chico desde el suroeste
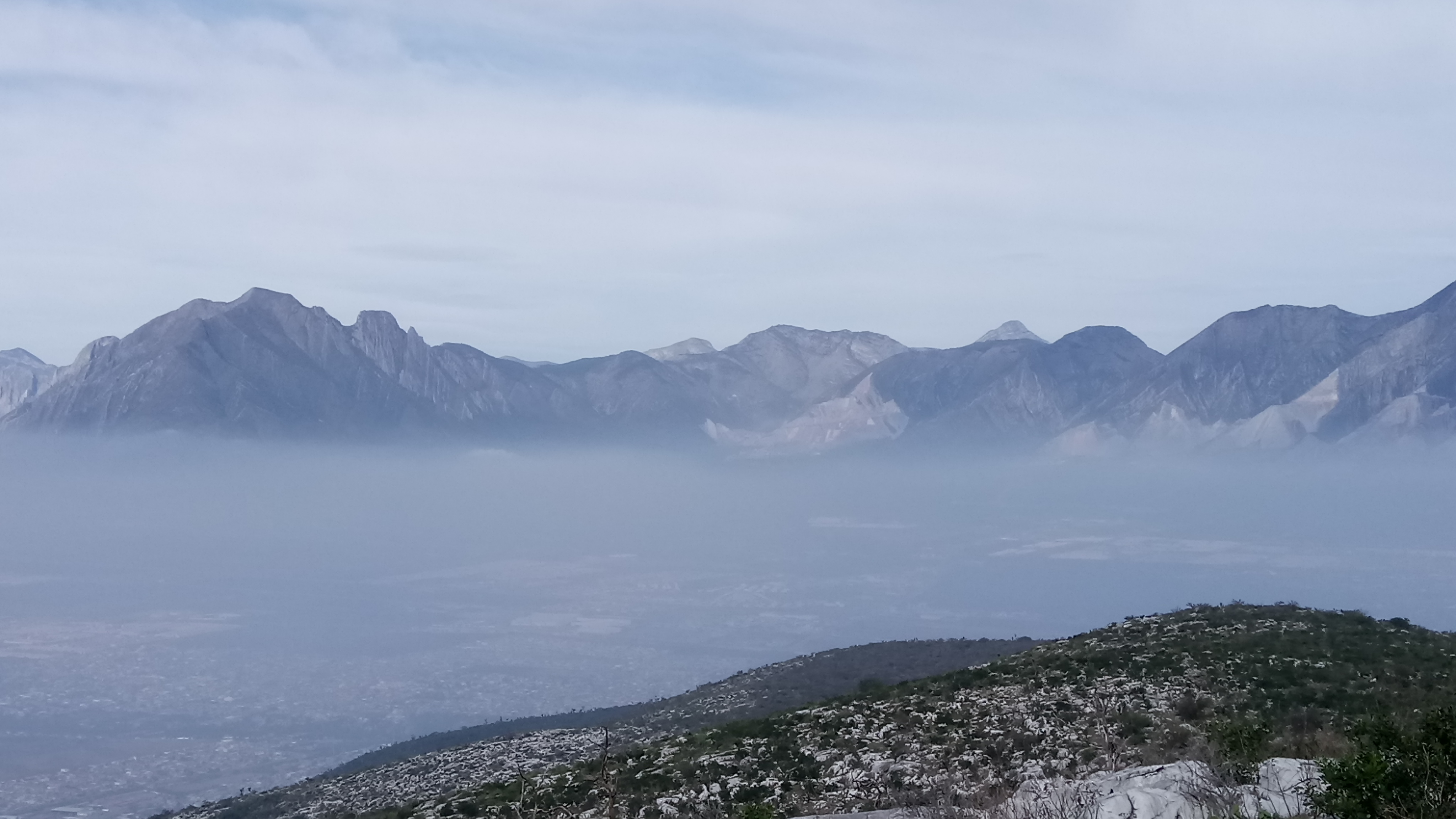
Sierra del Fraile vista desde el Cerro del Topo Chico
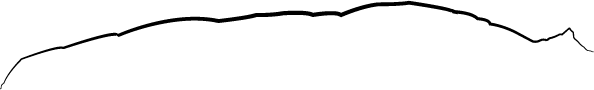
Silueta que identifica al Cerro del Topo Chico.